# ورق الكربون

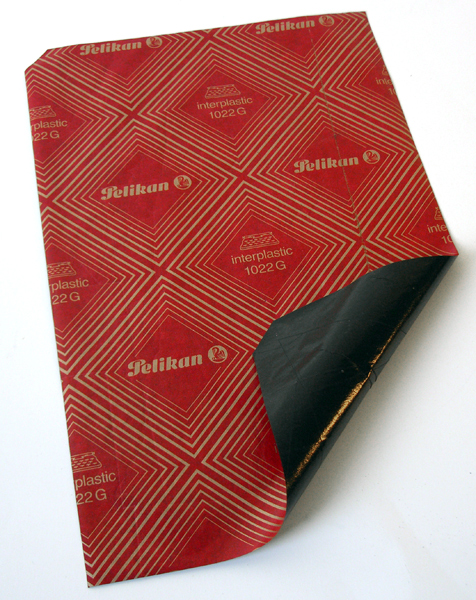
ورقة كربون مغطاه من جانبها السفلي

ورق الكربون أو الورق المحبر (في الأصل الورق الكربوني) هو نوع من الورق مغطى من ناحية واحدة بطبقة من الحبر الجاف الثابت، أو بغطاء صٍبغي يكون مثبتاً بالشمع غالباً. يستخدم ورق الكربون لعمل نسخة منفصلة أو أكثر حين عمل المستند الأصلي. صناعة ورق الكربون كانت أكبر مستهلك للشمع الجبلي أو الشمع المعدني Montan Wax سابقاً.
يوضع ورق الكربون بين الورقة الأصلية والورقة الخالية التي سوف يُطبع عليها. كلما كتب المستخدم على الورقة الأصلية، كلما أدى الضغط من القلم أو الأداة المستخدمة إلى ترك أثر الحبر على الورقة الخالية، وهذا يؤدي صنع نسخة كربونية Carbon-Copy للورقة الأصلية.
وعندما ينتقل الحبر من ورقة الكربون إلى الورقة التي بأسفله، يُترك أثر من النص المكتوب على الجانب الكربوني بدلاً من الحبر الذي أُزِيل. صُنِع ورق الكربون ليكوّن مستندات حساسة والتي يمكن أن تخضع للتحليل القضائي أو الجنائي ، وبهذا يمت ورق الكربون بصلة لأمن المعلومات، لذا يجب أن يمزق أو يُتلف لضمان السرية والأمن.
استُبدل ورق الكربون بوسائل أخرى إلكترونية مثل التصوير الضوئي ، وعلى الرغم من ذلك فإنه يستخدم لعمل نسخة من الكتابات إلا أن هذا أصبح نادراً. وهناك بعض الاستخدامات التجريبية لورق الكربون في الفن مثل استخدامه كسطح للرسم، أو في البريد لتزيين وزخرفة المظاريف.